# Лоннеке Енгель
Лоннеке Енгель — голландська фотомодель і підприємиця. Найбільш відома своєю модельною роботою з брендом Ralph Lauren. Засновниця сайту про стиль життя Organice Your Life.

## Раннє життя та родина
Народилася 14 червня 1981 року в Ейндховені, Нідерланди. Її молодша сестра Марлос Енгель також є моделлю.

## Кар'єра
Енґель почала працювати моделлю у віці 12 років, і після знайомства з Брюсом Вебером почала брати участь у кампаніях для Guess?, Versace Jeans та Abercrombie & Fitch. Вона найбільш відома своїми ексклюзивними кампаніями з Ralph Lauren та косметикою Covergirl, з першим брендом вона працювала більше десяти років.
Протягом своєї модельної кар'єри вона знімалася в рекламі Roberto Cavalli, Chanel Allure, Kate Spade Twirl, Bebe, Brunello Cucinelli, Alberto Guardiani та лондонського ювеліра Девіда Морріса. Окрім фотографій в редакційних статтях багатьох журналів, вона також знімалась для каталогів для J. Crew та Neiman Marcus. Енгель з'являлася на обкладинках багатьох журналів, зокрема Elle, Vogue, Harper's Bazaar, Avant Garde та Marie Claire. Але її сумнозвісна поява була на обкладинці випуску Seventeen (американське видання) у березні 1999 року, а в січні 2011 року вона з’явилася на обкладинці Sports Illustrated South Africa.
У 2004 році знялася в музичному кліпі Tiësto «Love Comes Again». У 2012 році також знялася в рекламі автомобілів BMW.
У 2008 році Енгель заснувала Organice Your Life, сайт про стиль життя, який пропагує органічний та екологічно чистий спосіб життя. У 2009 році вона отримала сертифікат Health Coach в Інституті комплексного харчування в Нью-Йорку.
У 2012 році, після двох десятиліть роботи моделлю, Енгель залишила активну модельну кар'єру, щоб зосередитися на своєму новому сайті про стиль життя. З 2014 року Енгель також є американською агенткою дизайнера взуття Мано Маккіато. Вона працює над дитячою книжкою про свого усиновленого собаку Віто.
Енгель є глибоко переконаною консерваторкою, яка підтримала Дональда Трампа під час президентських виборів у США 2016 року. Таку ж позицію вона займала під час президентської кампанії 2020 року.

## Особисте життя
Енгель вільно володіє голландською та англійською мовами. У листопаді 2013 року Енгель одружилася з Дірком Вереста в їхньому нью-йоркському лофті.